# Dragosava
Dragosava (en serbe cyrillique : Драгосава) est un village du nord-est du Monténégro, dans la municipalité de Berane.

## Démographie

### Évolution historique de la population
| 1948 | 1953 | 1961 | 1971 | 1981 | 1991 | 2003 |
| ---- | ---- | ---- | ---- | ---- | ---- | ---- |
| 284  | 324  | 295  | 197  | 250  | 240  | 171  |